# جون باترسون ماكلين
جون باترسون ماكلين (بالإنجليزية: John Patterson MacLean)‏ هو مؤلف ومؤرخ أمريكي، ولد في 12 مارس 1848 في فرانكلين في الولايات المتحدة، وتوفي في 12 أغسطس 1939 في غرينفيل في الولايات المتحدة.